# Suspensão de lâminas

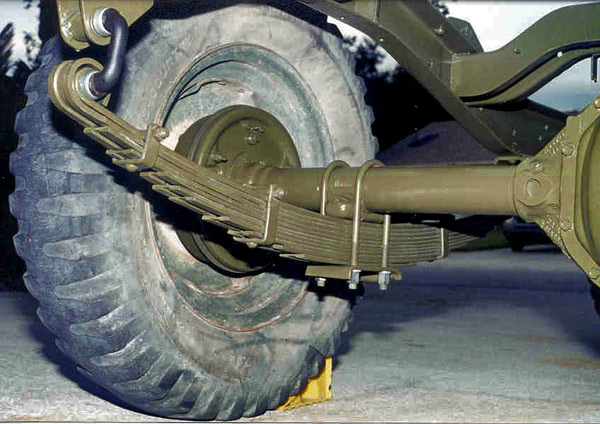
Uma configuração tradicional de suspensão de lâminas semi-elípticas tipo Hotchkiss.

A suspensão de lâminas ou mola de lâmina é uma forma simples de mola comumente usada para a suspensão em veículos com rodas. É uma das formas mais antigas de suspensão veicular. Uma mola de lâmina é uma ou mais placas finas em forma de arco que são fixadas ao eixo e ao chassi de uma forma que permite que a mola de lâmina flexione verticalmente em resposta a irregularidades na superfície da estrada. As molas de lâminas laterais são o arranjo mais comumente usado, percorrendo todo o comprimento do veículo e montadas perpendicularmente ao eixo da roda, mas também existem vários exemplos de molas de lâminas transversais.
As molas de lâmina podem atender a várias funções de suspensão: localização, mola e, até certo ponto, amortecimento também, por meio de fricção entre folhas. No entanto, esse atrito não é bem controlado, resultando em aderência e movimentos irregulares da suspensão. Por esse motivo, alguns fabricantes usaram molas monofolha.